# 御輿来海岸

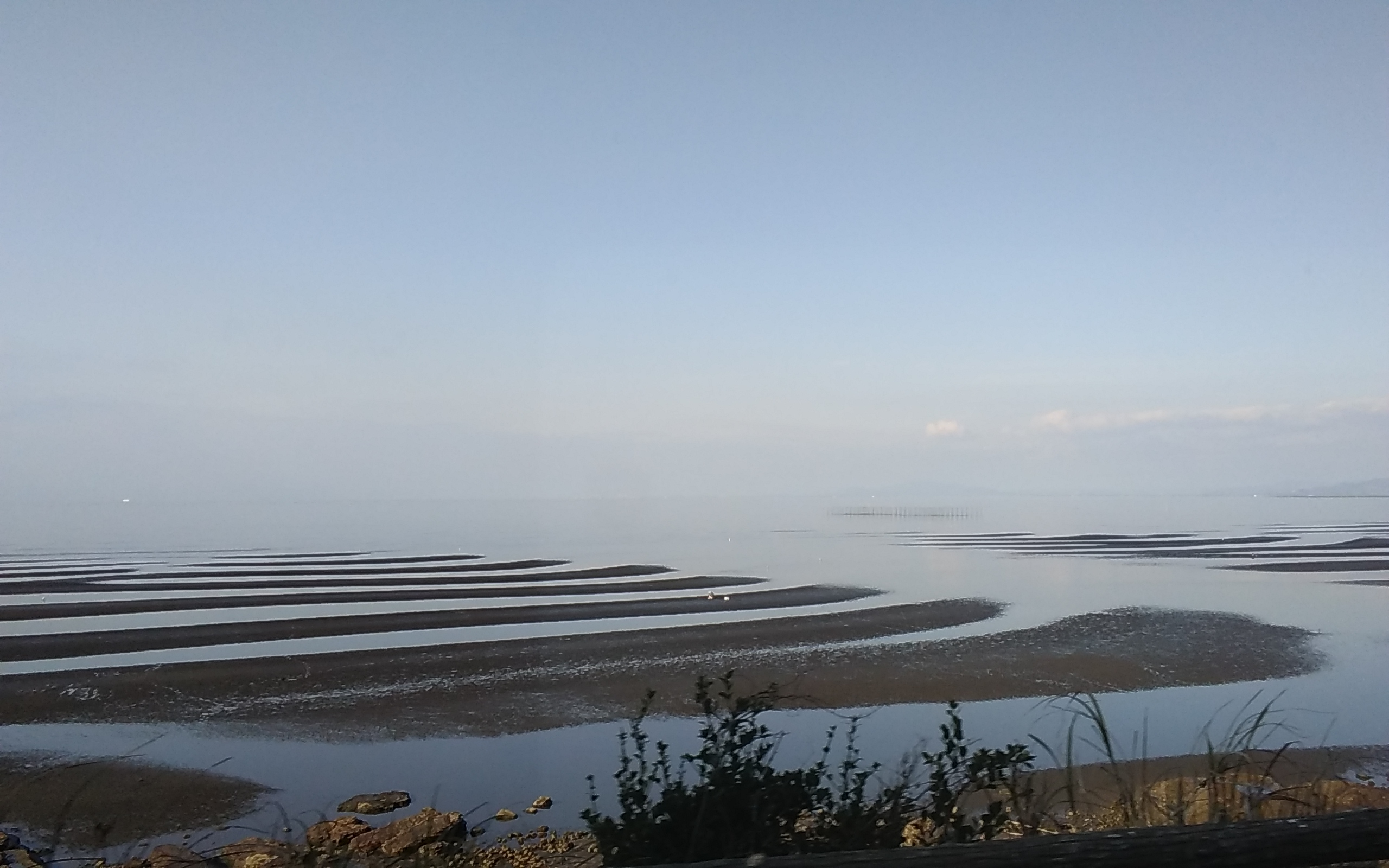
国道57号より撮影

御輿来海岸（おこしきかいがん）は、熊本県宇土市にある海岸。

## 概要
景行天皇が九州遠征を行った際、あまりの美しさにしばし御輿を駐めて見入られたという伝説からこの地名になった。干満差の大きい有明海における干潟模様の美しい海岸であり、日本の渚百選および日本の夕陽百選に選定されている。近隣には国道57号と三角線が通り、道の駅宇土マリーナも位置している。

## 交通アクセス
- JR九州三角線網田駅より徒歩18分（1.4km）。
- JR九州鹿児島本線宇土駅より九州産交バス住吉駅前経由三角産交行きに乗車し「御輿来」下車すぐ。
- マイカーの場合、九州自動車道松橋インターチェンジから約22km。
- 駐車場あり